# Deportivo Mictlán
El Club Atlético Mictlán es un club de fútbol de Guatemala con sede en Asunción Mita, Jutiapa. Fue fundado en 1960 y actualmente juega en la Liga Nacional de Guatemala.

## Historia

### Nueva Generación
El Deportivo Mictlan nació a principios de 1989, desde la Categoría "C" (actual Segunda División), con un modesto equipo compuesto en su mayoría por jugadores de Asunción Mita y lugares aledaños de todo el Departamento de Jutiapa.

### Primer Ascenso
Mictlán ascendió a la primera Categoría del fútbol Guatemalteco en 1992 al comprar la ficha del entonces club Galcasa de Villanueva. En 1993 fue subcampeón del Torneo de Copa, al perder la final con el Deportivo Suchitepequez por marcador de 2-1 en tiempo extra, esta copa era denominada como "Copa Gallo". Durante esta etapa duró 3 años en la Liga Mayor.

### Segundo Ascenso
En 2006 ascendió al derrotar en tanda de penales al Xinabajul en el partido extra disputado en el  Estadio Mateo Flores según las reglas de la liga primera división, el Mictlan dirigidos en ese entonces por Mauricio Tapia se mantuvo 1 año en la máxima categoría (torneo apertura y clausura) luego desciende nuevamente a Primera División.

### Tercer Ascenso
En 2010 vuelve a conseguir su ascenso derrotando al deportivo Sacachispas en tiempo extra por marcador de 1-0 con gol de Mario Pyñeiro, con este ascenso nuevamente de manos del director técnico Mauricio Tapia logran entrar en las fases finales del torneo Apertura 2010 siendo derrotados por el Club Comunicaciones (Guatemala), siendo el 2010 el único año en que el deportivo Mictlán no estuvo en peligro de descenso durante este ascenso.
El deportivo Mictlán descendió nuevamente a la liga Primera División en la última jornada del torneo clausura 2014 logrando superar su mejor marca de estadía en liga Mayor Guatemalteca, permaneciendo durante 4 años consecutivos.

## Junta Directiva
- Actualizada el 15 de abril de 2011.[4]

| Cargo                     | Nombre                   |
| ------------------------- | ------------------------ |
| Presidente                | Erlin Armando Palma      |
| Presidente Adjunto        | Armando Brindis          |
| Presidente Adjunto        | Manuel Arnaldo Rodríguez |
| Presidente Adjunto        | Rubén Arturo Rodríguez   |
| Presidente Administrativo | Carlos Veliz             |
| Secretario                | Álvaro Tobar             |
| Tesorero                  | Fredy Corado             |

## Escudo
Es un escudo de color rojo con borde azul, en el centro contiene a un conejo impulsando de un salto una pelota de fútbol, se encuentra centrado el nombre del equipo y en la parte de arriba tiene 4 estrellas.

## Uniforme
- Uniforme titular: Camiseta blanca, pantalón blanca, medias rojas.
- Uniforme alternativo: Camiseta azul, pantalón azul, medias azules.[5]

## Estadio
Es el recinto oficial del deportivo Mictlán, tiene una capacidad para 3.000 personas.

## Datos del club
- Mayor goleada conseguida:.
  - En campeonatos nacionales: 8-1 a La Unión, Zacapa (Liga 2000-2001 - Segunda División).
- Mayor goleada encajada:.
  - En campeonatos nacionales: 7-0 de Club Comunicaciones (Guatemala) (Torneo Apertura 2012/2013).
- Mejor puesto en la liga 3º (1995):.
- Máximo goleador: Rudy Rolando Ramírez (18 goles).

## Jugadores

### Plantilla 2016/17
- = Lesionado de larga duración

## Palmarés
| Competición nacional                | Títulos                                      | Subtítulos    |
| ----------------------------------- | -------------------------------------------- | ------------- |
| Primera División de Guatemala (3/1) | Clausura 2006, Apertura 2014 y Apertura 2024 | Apertura 2009 |
| Torneo de Copa (0/1)                |                                              | 1993-94       |